# Nachal Chatmit
Nachal Chatmit (hebrejsky: נחל חטמית) je krátké vádí v severním Izraeli, ve vysočině Ramat Menaše.
Začíná v nadmořské výšce okolo 150 metrů nad mořem, v jihozápadní části vysočiny Ramat Menaše, východně od vesnice Regavim a severně od města Kafr Kara, které je součástí regionu vádí Ara. Odtud vádí směřuje k západu, přičemž zvolna klesá odlesněnou krajinou. U vesnice Regavim pak zleva ústí do vádí Nachal Ada.